# St Keyne
St Keyne (Sen Keyn en cornique) est un village et une paroisse civile des Cornouailles, en Angleterre. Il est situé dans la vallée de la Looe. Au moment du recensement de 2011, il comptait 484 habitants.
Il doit son nom à Keyne, une sainte galloise, fille de Brychan, qui aurait fondé le village et converti les habitants de la région au christianisme au VIe siècle.
Le village est desservi par la Looe Valley Line (en), une ligne de chemin de fer locale qui relie les villes de Liskeard et Looe.